# Ričardas Panavas
Ričardas Panavas (* 1. April 1972 in Vilnius) ist ein ehemaliger litauischer Skilangläufer.

## Werdegang
Panavas trat international erstmals bei den Olympischen Winterspielen 1992 in Albertville in Erscheinung. Dort belegte er den 54. Platz über 10 km klassisch, den 50. Rang in der Verfolgung und den 41. Platz über 30 km klassisch. Bei den nordischen Skiweltmeisterschaften 1993 in Falun kam er auf den 77. Platz über 10 km klassisch, auf den 73. Rang in der Verfolgung und auf den 51. Platz über 30 km klassisch und bei den Olympischen Winterspielen im folgenden Jahr in Lillehammer auf den 48. Platz in der Verfolgung, auf den 38. Rang über 10 km klassisch und auf den 32. Platz über 50 km klassisch. In der Saison 1994/95 errang er bei der Winter-Universiade 1995 in Candanchú den 35. Platz über 30 km Freistil und den zehnten Platz über 15 km klassisch und bei den nordischen Skiweltmeisterschaften 1995 in Thunder Bay den 52. Platz über 30 km klassisch. In der Saison 1996/97 lief er bei der Winter-Universiade 1997 in Muju auf den 40. Platz über 30 km Freistil und auf den 11. Rang über 15 km klassisch. Beim Saisonhöhepunkt, den nordischen Skiweltmeisterschaften 1997 in Trondheim, belegte er den 69. Platz in der Verfolgung, den 63. Rang über 10 km klassisch und holte mit dem 24. Platz über 50 km klassisch seine ersten Weltcuppunkte. Zudem war dieser 24. Platz sein bestes Einzelergebnis im Weltcup. Bei den Olympischen Winterspielen 1998 in Nagano lief er auf den 42. Platz in der Verfolgung und jeweils auf den 30. Rang über 10 km klassisch und 30 km klassisch und bei den nordischen Skiweltmeisterschaften 1999.in Ramsau am Dachstein auf den 33. Platz über 50 km klassisch. In der Saison 1999/2000 kam er in Lahti im 30-km-Massenstartrennen mit dem 29. Platz letztmals in die Punkteränge. Dort errang er im folgenden Jahr bei den nordischen Skiweltmeisterschaften den 56. Platz im Sprint, den 32. Platz über 15 km klassisch und den 23. Platz über 30 km klassisch. Seine letzten internationalen Rennen absolvierte er bei den Olympischen Winterspielen 2002 in Salt Lake City. Dabei belegte er den 47. Platz im Skiathlon, den 43. Rang über 50 km klassisch und den 43. Platz über 50 km klassisch.

## Erfolge

### Teilnahmen an Weltmeisterschaften und Olympischen Winterspielen

#### Olympische Winterspiele
- 1992 Albertville: 41. Platz 30 km klassisch, 50. Platz 15 km Verfolgung, 54. Platz 10 km klassisch
- 1994 Lillehammer: 32. Platz 50 km klassisch, 38. Platz 10 km klassisch, 48. Platz 15 km Verfolgung
- 1998 Nagano: 30. Platz 10 km klassisch, 30. Platz 30 km klassisch, 42. Platz 15 km Verfolgung
- 2002 Salt Lake City: 39. Platz 15 km klassisch, 43. Platz 50 km klassisch, 47. Platz 10 km Skiathlon

#### Nordische Skiweltmeisterschaften
- 1993 Falun: 51. Platz 30 km klassisch, 73. Platz 15 km Verfolgung, 77. Platz 10 km klassisch
- 1995 Thunder Bay: 52. Platz 30 km klassisch
- 1997 Trondheim: 24. Platz 50 km klassisch, 63. Platz 10 km klassisch, 69. Platz 15 km Verfolgung
- 1999 Ramsau: 33. Platz 50 km klassisch
- 2001 Lahti: 23. Platz 30 km klassisch, 32. Platz 15 km klassisch, 56. Platz Sprint Freistil

### Weltcup-Gesamtplatzierungen
| Saison    | Gesamt | Gesamt | Langdistanz | Langdistanz | Sprint | Sprint |
| Saison    | Punkte | Platz  | Punkte      | Platz       | Punkte | Platz  |
| --------- | ------ | ------ | ----------- | ----------- | ------ | ------ |
| 1996/97   | 7      | 90.    | -           | -           | -      | -      |
| 1997/98   | 3      | 94.    | -           | -           | 3      | 74.    |
| 1998/99   | 5      | 96.    | -           | -           | -      | -      |
| 1999/2000 | 2      | 119.   | 2           | 75.         | -      | -      |